# Kim Han-sol (gymnastique)
Pour les articles homonymes, voir Kim Han-sol.
Dans ce nom, le nom de famille, Kim, précède le nom personnel coréen.
Kim Han-sol (né le 29 décembre 1995) est un gymnaste sud-coréen.
Il remporte la médaille de bronze au saut de cheval lors des Championnats du monde de gymnastique artistique 2017 à Montréal.